# Исса (Псковская область)
И́сса — деревня в Велейской волости Пушкиногорского района Псковской области России.
Расположена на берегу реки Исса, в 28 км к юго-западу от райцентра Пушкинские Горы.

## Население
| 2001 | 2002 | 2010 |
| ---- | ---- | ---- |
| 378  | ↘314 | ↘272 |

Численность населения составляет 378 человек (2000 год).

## История
В начале XIX века в деревне была построена почтовая станция, действовавшая до начала XX века.